# گولداسمیت (تگزاس)
گولداسمیت، تگزاس (به انگلیسی: Goldsmith, Texas) یک شهر در ایالات متحده آمریکا با جمعیت ۲۵۳ نفر است که در تگزاس واقع شده‌است.

## موقعیت جغرافیایی
موقعیت جغرافیایی شهرها و مناطق اطراف به شرح زیر است: